# Maghreboniscus minimus
Maghreboniscus minimus är en kräftdjursart som beskrevs av S. Caruso och Atilio Lombardo 1983. Maghreboniscus minimus ingår i släktet Maghreboniscus och familjen Spelaeoniscidae. Inga underarter finns listade i Catalogue of Life.